# Kamperpoort-Veerallee
Kamperpoort-Veerallee is een woonwijk van de gemeente Zwolle. Het omvat de buurten Kamperpoort en Veerallee.

## Beschrijving

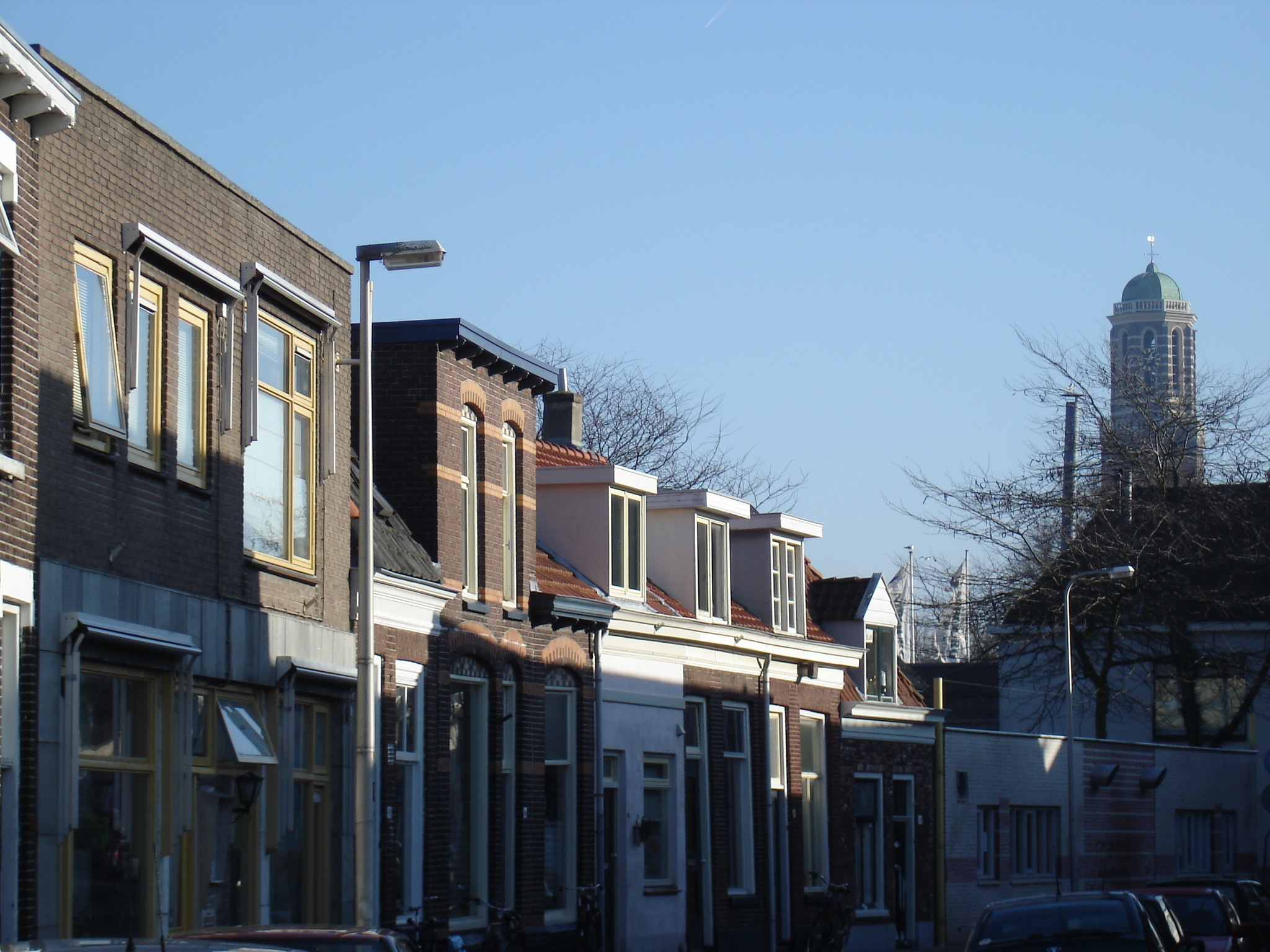
De Hoogstraat in Kamperpoort, met op de achtergrond de Peperbus

De wijk ligt aan de westzijde van het Zwolse centrumgebied. Dwars door het gebied loopt de Rieteweg en de spoorlijn naar Kampen, die de Kamperpoort van de Veerallee scheiden. Aan de westzijde loopt de A28, aan de oostzijde in de Kamperpoort de Pannenkoekendijk en in de Veerallee de spoorlijn van Zwolle richting Amersfoort.
Het deel Kamperpoort was ontstaan als een vooroorlogse arbeiderswijk van de stad, het deel Veerallee was een wat chiquere buurt die voornamelijk rond 1900 werd gebouwd voor de wat rijkere middenklasse.
In het deel Veerallee ligt het Prins Clauspark. Deze wijk heeft daarnaast relatief veel groenvoorzieningen. In het deel Kamperpoort staat het hoofdkantoor van postorderbedrijf Wehkamp en een brandweerkazerne. Ook liggen daar de IJsselhallen en de voormalige veemarkt van Zwolle (tegenwoordig parkeerterrein).
De Kamperpoort wordt sinds 2007 geheel gemoderniseerd en aangepast aan de eisen van de tijd. De voormalige Glorix-fabriek, die nogal wat stankoverlast gaf, is verhuisd uit de wijk en er komt een nieuwe parkeergarage onder het nieuw aan te leggen Katwolderplein. Ook is er een nieuwe brug over de Stadsgracht gepland en wordt er een winkel-, woon- en uitgaanscomplex gebouwd met de naam Willemspoort op de scheiding tussen de Kamperpoort en de binnenstad.
Wijken: Aa-landen · Assendorp · Berkum · Binnenstad · Diezerpoort · Hanzeland · Holtenbroek · Ittersum · Kamperpoort-Veerallee · Marsweteringlanden · Poort van Zwolle · Schelle · Soestweteringlanden · Stadshagen · Vechtlanden · Westenholte · Wipstrik

Buurten: Aalanden-Midden · -Noord · -Oost · -Zuid · Bagijneweide · Berkum · Binnenstad-Noord · -Zuid · Bollebieste · Breecamp · Breezicht · Brinkhoek · De Tippe · Dieze-Centrum · Frankhuis · Gerenbroek · Gerenlanden · Geren · Haerst · Hanzeland · Harculo en Hoog-Zuthem · Herfte · Het Noorden · Hogenkamp · Holtenbroek I · II · III · IV · Indische Buurt · Ittersumerbroek · Ittersumerlanden · Kamperpoort  · Katerveer-Engelse Werk · Langenholte · Mastenbroek · Meppelerstraatweg-Zuid · Milligen · Nieuw-Assendorp · Noordereiland · Oldenelerbroek · Oldenelerlanden-Oost · -West · Oud-Assendorp · Oud-Westenholte · Oud Ittersum · Oud Schelle · Pierik · Schelle-Zuid en Oldeneel · Schellerbroek · Schellerhoek · Schellerlanden · Schildersbuurt · Schoonhorst · Spoolde · Stadsbroek · Stationsbuurt · Tolhuislanden · Veerallee · Veldhoek · Vreugderijk · Werkeren · Westenholte-Stins · Wezenlanden · Wijthmen · Windesheim · Wipstrik-Noord · -Zuid · Zwolle-Zuid

Bedrijventerreinen: Floresstraat · Hanzeland · Hessenpoort · Marslanden (-Noord · -Zuid) · Oosterenk · Voorst (Voorst-A · Voorst-B · Voorst-C) · Voorsterpoort · De Vrolijkheid